# Vendula Borůvková
Vendula Borůvková (* 1977 Náchod) je česká dramaturgyně, spisovatelka a šéfredaktorka.
Pracuje jako šéfredaktorka časopisu 100+1 historie. Jako dramaturgyně a autorka spolupracovala a spolupracuje s různými divadelními scénami a s Českým rozhlasem, jako spisovatelka se věnuje především tvorbě pro děti. Přeložila hru izraelského dramatika Hanocha Levina „Jaakobi a Leidental“. Věnuje se také tvorbě edukativních workshopů, rolových her a larpů.

## Život a dílo
Vendula Borůvková po absolvování Vyšší odborné školy a Střední odborné školy informačních a knihovnických služeb v Brně vystudovala v roce 2003 divadelní dramaturgii na Divadelní fakultě Janáčkovy akademie múzických umění v Brně. Pracovala jako dramaturgyně v brněnském Divadle v 7 a půl, kde se podílela na těchto inscenacích: H. Ibsen: Nora (dramatizace, režie J. A. Pitínský), Kabaret Kabinet 01–04 (scénář), I. Doré: Drana a César, De Sade-Bondy-Štýrský: Eroica Erotica (scénická čtení – scénář), J. Kerouac: Podzemníci (dramatizace), L. F. Céline: Rigodon, L. Navara: Útěky z ráje – Příběhy železné opony (scénická čtení), H. Kuhl: Harila, kol.: R. Krowiak: Tajemství zákeřného paštikáře (dramatizace), v HaDivadle: R. Schimmelpfennig: Divočina, D. Gieselmann: Pan Kolpert, L. von Trier: Idioti. Hostovala v Západočeském divadle v Chebu: F. Zeller: Kolotoč a v Divadle Šumperk: K. J. Erben: Kytice (dramatizace), V. Körner: Zánik samoty Berhof (dramatizace).
Pro Divadlo v 7 a půl napsala společně s Martinem Františákem hru Palach 69-06 a se Simonou Polanskou hru Carla del Ponte, koláž z románů Pavla Kohouta Hommage Kohout (pro Měsíc autorského čtení). Ve Studiu HaDivadla uvedla své monodrama Modelka XXL. Je také autorkou dramatu Hra na Annu Nierwinnen.Pro Český rozhlas napsala drama Magdalena Dobromila, minutovou hru Voucher a pohádku Medvěd Čokoláda, připravila dramatizaci dětské knihy Pavla Čecha Dobrodružství pavouka Čendy.
Vendula Borůvková se věnuje především literatuře pro děti a tvorbě larpů, rolových her a vzdělávacích workshopů. Pro Moravskou galerii v Brně vytvořila mimo jiné doprovodný program do Jurkovičovy vily, který využívá princip rolových her: Jurkovičova vila v zajetí zlých duchů a Jurkovičova vila ve stroji času. Pro Post Bellum a projekt Paměť národa napsala s Davidem Františkem Wagnerem zážitkový workshop věnovaný samizdatu Tak tohle neprojde, pro projekt Česká duše vytvořila s Davidem Františkem Wagnerem zážitkový vzdělávací workshop Rozhlas 1968.
Pro Slovácké divadlo v Uherském Hradišti vytvořila roku 2021 dramatizaci podle knihy Pavla Šruta Lichožrouti. Jako autor a dramaturg se podílela na hře pro Divadlo Radost z roku 2023 Buffalo Bill tenkrát na Morawě léta páně 1906 a 1950: Horáková on AIR. V letech 2022 až 2024 pracovala jako dramaturgyně v Divadle Radost v Brně.
Jako autorka libret spolupracuje s Ensemblem Opera Diversa.
Moderní historii se věnuje i v larpech Jménem republiky! a Čára. Připravuje také autorská čtení, besedy a workshopy pro různé akce, festivaly, knihovny.
Její kniha 1918 aneb Jak jsem dal gól přes celé Československo byla nominována na Cenu Magnesia Litera v kategorii Litera za knihu pro děti a mládež za rok 2018, nominaci proměnila ve vítězství.

## Knižní tvorba
- BORŮVKOVÁ, Vendula; LAUERMANN, Marek. Rozetřít věčnost na barvy: obrázky ze života Židů na Kutnohorsku. [s.l.]: Klub rodáků a přátel Kutné Hory - Kutná Hora v Praze, 2009. ISBN 809039504X, ISBN 9788090395046. – biografické portréty několika osobností
- BORŮVKOVÁ, Vendula; WIMMEROVÁ, Lenka. Soukromé pasti I.. 1. vyd. Brno: Jota, 2010. ISBN 9788072177745. – povídky podle televizní série
- BORŮVKOVÁ, Vendula; WIMMEROVÁ, Lenka. Soukromé pasti II.. 1. vyd. Brno: Jota, 2011. ISBN 978-80-7217-784-4.
- BORŮVKOVÁ, Vendula. Annie a berlepsové. 1. vyd. Brno: Host, 2014. ISBN 978-80-7217-784-4. – dobrodružná cesta třináctileté dívky po Malajsii
- BORŮVKOVÁ, Vendula. 1918 aneb Jak jsem dal gól přes celé Československo. 1. vyd. Brno: Host, 2018. ISBN 978-80-7577-610-5. – Česká republika očima jedenáctiletého chlapce